# Župnija Črešnjevec
Župnija Črešnjevec je rimskokatoliška teritorialna župnija dekanije Slovenska Bistrica Bistriško-Konjiškega naddekanata, ki je del nadškofije Maribor.

## Sakralni objekti
| #  | Slika                     | Cerkev                              | Naselje    |
| -- | ------------------------- | ----------------------------------- | ---------- |
| 1. | Klikni za spremembo slike | Cerkev sv. Mihaela župnijska cerkev | Črešnjevec |
| 2. | Klikni za spremembo slike | Cerkev sv. Treh Kraljev podružnica  | Ješovec    |